# Classe Bal'zam
Le unità appartenenti alla classe Bal'zam o classe Lira (Progetto 1826 secondo la designazione russa) sono grandi navi attrezzate per compiti di sorveglianza elettronica. La classificazione russa probabilmente è BRK (Bol'shoy Razvedyatel'niye Korabl': grande nave da intelligence). Si è trattato delle prime e più grandi unità navali costruite per svolgere questo tipo di compiti.

## Descrizione tecnica
Le unità appartenenti alla classe Bal'zam sono state costruite presso i cantieri navali Jantar' di Kaliningrad. Hanno la sigla SSV, tipica delle navi con hanno compiti di comunicazione.
Sono equipaggiate con apparecchiature elettroniche, che le mettono in grado di svolgere compiti di spionaggio, sorveglianza elettronica e guerra elettronica. Inoltre, sono equipaggiate anche per il rifornimento in mare, in caso di operazioni prolungate.
Motorizzate da due motori diesel su due assi per una velocità superiore ai 20 nodi, esse sono caratterizzate da due antenne di comunicazione via satellite di grandi dimensioni, utilizzate per spedire al comando sovietico le informazioni raccolte, sistemate sopra la plancia e dietro l'albero di prua, che è il primo di 3 esistenti sopra le lunghe soprastrutture che si estendono per quasi tutta la nave. Oltre alle 2 antenne satellitari, esse hanno anche una serie di altri sensori, sonar, ELINT o da guerra elettronica.
L'armamento imbarcato su consiste in un cannone da AK-630 da 30 mm e due postazioni per missili SA-N-5 "Grail" o SA-N-8 "Gremlin".

## Utilizzo operativo
In tutto sono state costruite quattro unità della classe. Oggi ne rimane in servizio una, la SSV-571 Belomor'ye: entrata in servizio nel 1986, è operativa con la Flotta del Nord, inquadrata nella 159ª Brigata Navale ELINT.
Per quanto riguarda le altre tre, la Lira è stata demolita nel 1998 mentre le SSV-80 Pribaltika ed Aziya sono in riserva.